# Palacio de los Sebastianes
El palacio de los Sebastianes és un palau de segle xv d'estil gòtic tardà situat al carrer Major de la localitat navarresa de Sangüesa (Espanya). Compta amb dos portals idèntics apuntats i amb escuts a les claus dels mateixos. El palau pertanyia a la família dels Sebastianes, una rica família noble de comerciants de la localitat, que van ser prestadors dels reis de Navarra.
En este edifici va nàixer Enric de Labrit, posteriorment Enric II de Navarra, el 25 d'abril de 1503, entre les 8 i les 9 del matí. En eixe moment l'amo del palau era Juan Sebastián, senyor d'Iriberri.
Es tracta d'un dels béns associats al Camí de Sant Jaume que Espanya va enviar a la UNESCO en el seu dossier «Inventari Retrospectiu - Elements Associats» (Retrospective Inventory - Associated Components).